# Għajn Tuffieħa torony
A Għajn Tuffieħa torony (máltaiul:  Torri t'Għajn Tuffieħa ) őrtorony Máltán, Mġarr határán. Egyike azoknak az erődtornyoknak, amelyeket az 57. máltai nagymester építtetett a szigetek partvédelmi hálózatának részeként. Jean-Paul de Lascaris-Castellar magisztrátusa idején összesen kilenc, szinte azonos kialakítású kis torony épült, amelyekből hét Málta főszigetén, kettő pedig Gozón állt. Ezek sorában a Għajn Tuffieħa torony a második, 1637-ben készült el. A tornyot restaurálták, jó állapotban van, bár 2023 februárjában a Helios ciklon károkat okozott benne.

## Története
A Għajn Tuffieħa torony Málta északnyugati partján, a Għajn Tuffieħa-öbölre néző sziklákon épült Mellieħa és Mġarr közelében. A tornyot Vincenzo Maculani olasz építész tervei alapján a tőle látótávolságban álló Lippija toronnyal csaknem egyszerre és egyformára építették. Alaprajza négyzetes, 6x6 méter, masszív falai az alsó szinten vastagabbak és enyhén befelé dűtöttek, kétszintes, lapostetős, amelyen mellvéd fut körbe. A bejárat a szárazföld felőli oldalon, a felső emeleten nyílik, ahová eredetileg csak létrán vagy kötélhágcsón lehetett feljutni. 

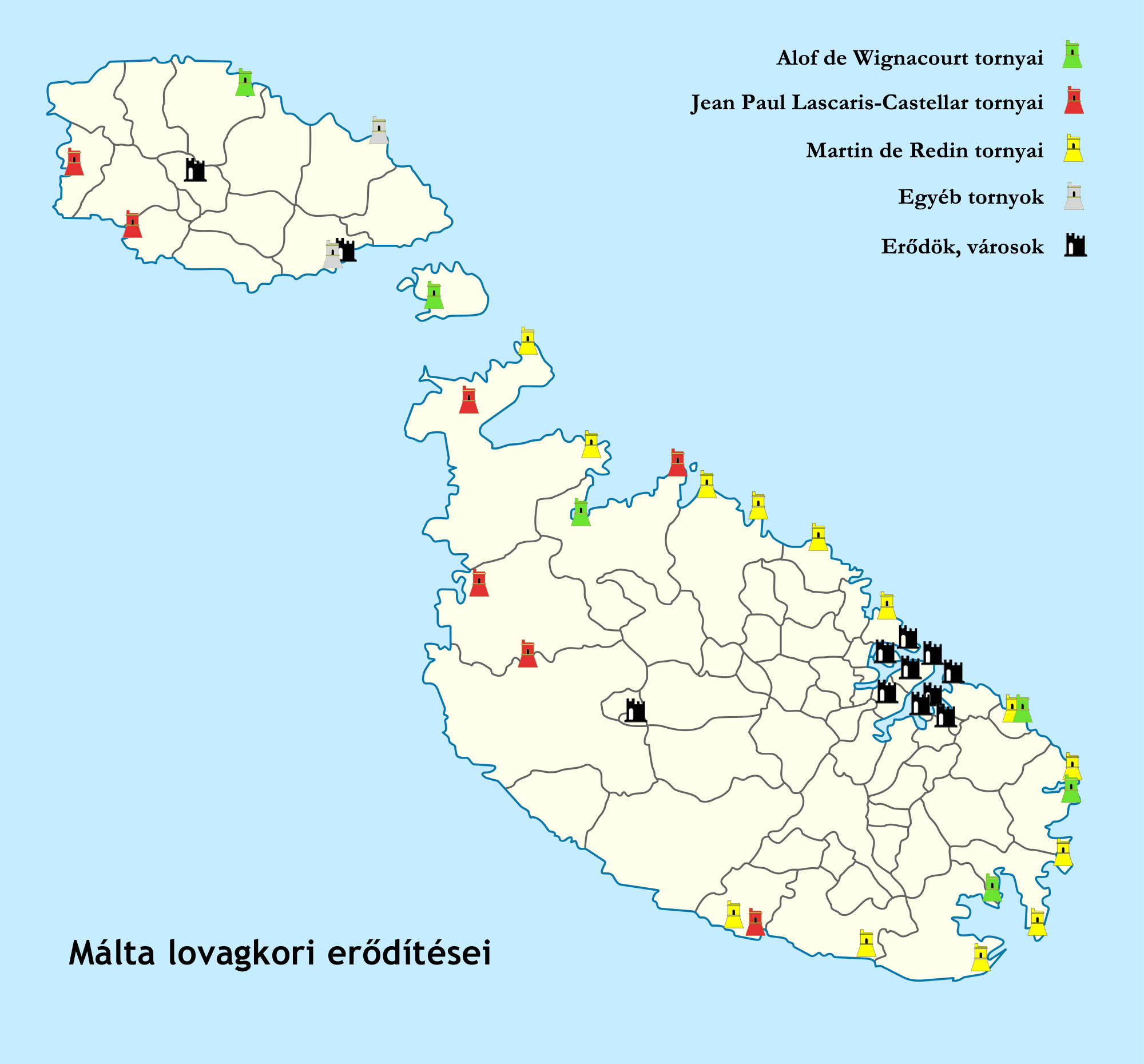
Málta 1530–1798 között épült partvédelmi rendszere

Ezek a kisebb méretű tornyok partmenti őrhelyként működtek, hogy riasszák a helyőrséget és figyelmeztető lövéseket adjanak le, ha portyázók, kalózok, vagy ellenséges flotta közeledik. A tornyokat egymástól látótávolságára helyezték el, hogy éjjel-nappal jelezhessenek egymásnak és a nagyobb erődöknek. Olyan helyeken állították fel őket, ahol a terep lehetővé tette a partraszállást. Viszonylag kevés fegyverzettel rendelkezett; ez a torony egy félfontos ágyúval volt felszerelve. A helyőrséget egy kapitány és további három közlegény látta el, akiket az Università, az akkori Máltáért felelős kormánytisztviselők fizettek.
A torony egyre romló állapotban volt, majd 2000-ben a Din l-Art Ħelwa alapítvány kezelésébe került, akik helyi önkéntesek támogatásával helyreállították. 2012-ben vandálok rongálták meg az építményt. Ezt követően a torony állagmegóvását a Gaia Alapítvány folytatta, és 2013-ban nyílt meg a nagyközönség előtt egy több mint 20 őshonos növényfajt bemutató békeliget részeként.
Napjainkban a tornyot és a partot erózió fenyegeti: repedések láthatók a sziklákon, amelyekre a torony épült és a terep veszélyes lehet a sétálók és a látogatók számára is. 2023. február 9-ről 10-re virradó éjszaka a Helios ciklon károkat tett a toronyban, falazatának egy része a viharos szél és a heves esőzések közepette beomlott, lyukat hagyva a torony felső részén.

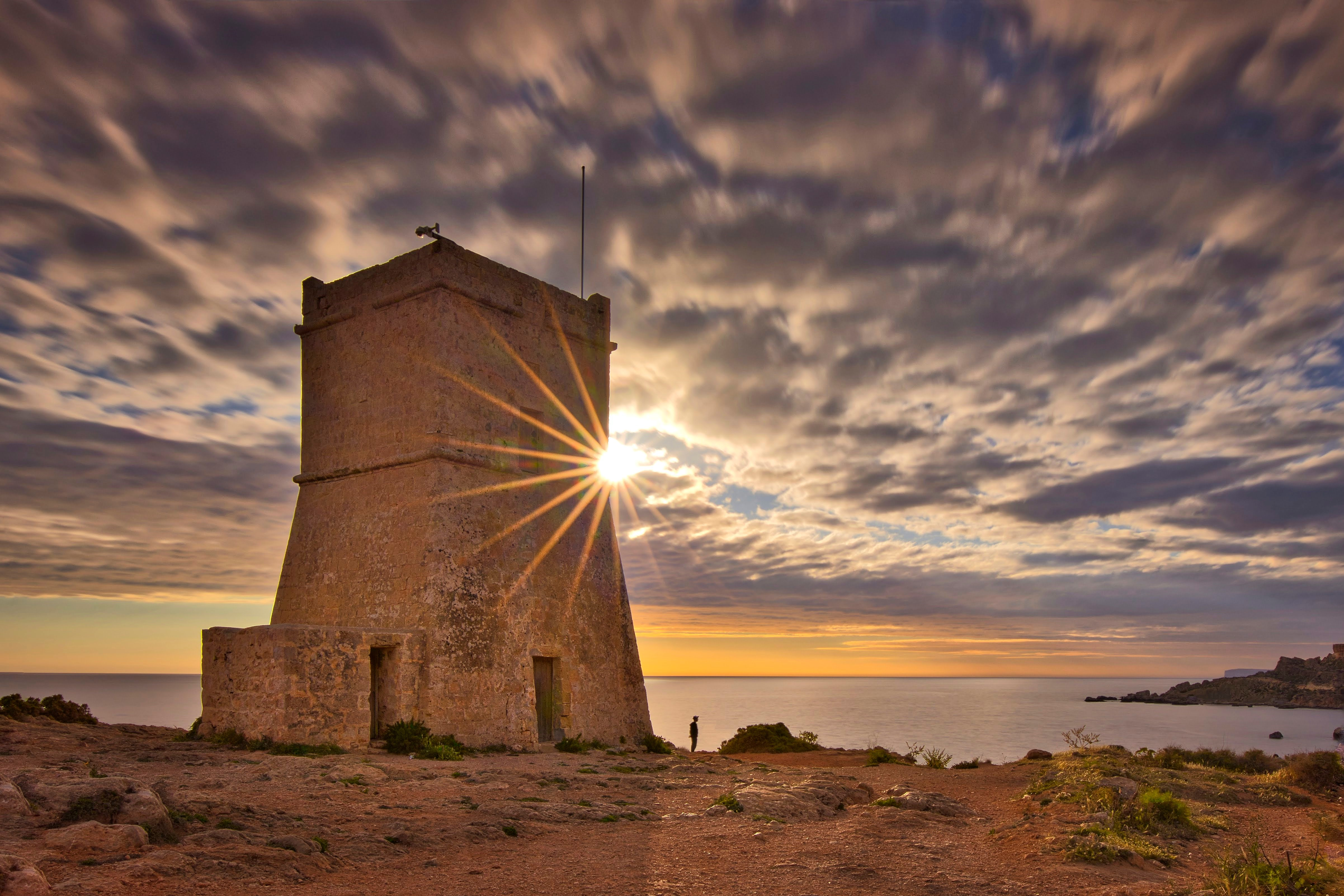
A Ghajn Tuffieha torony egy felhős estén
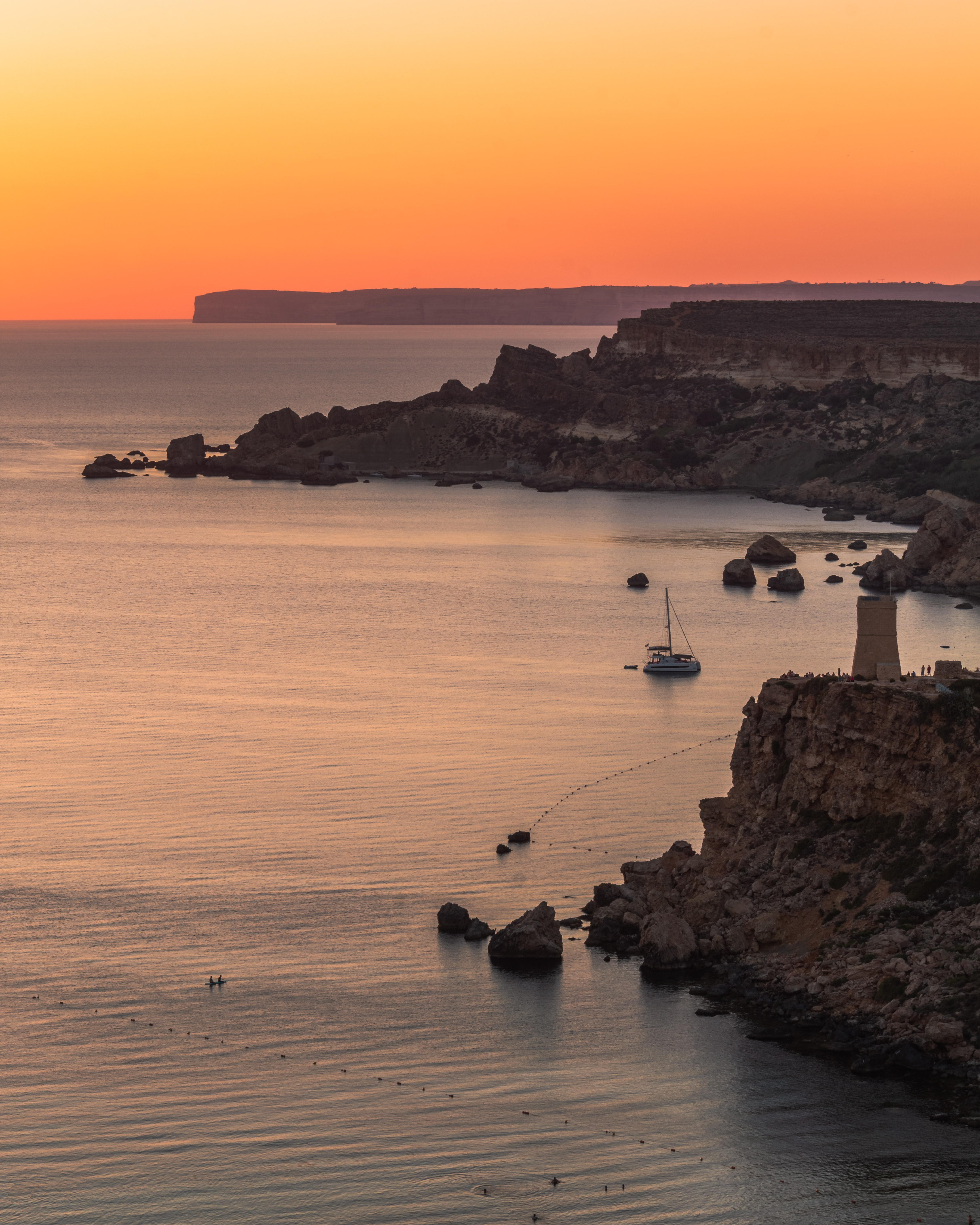
Az öböl védője
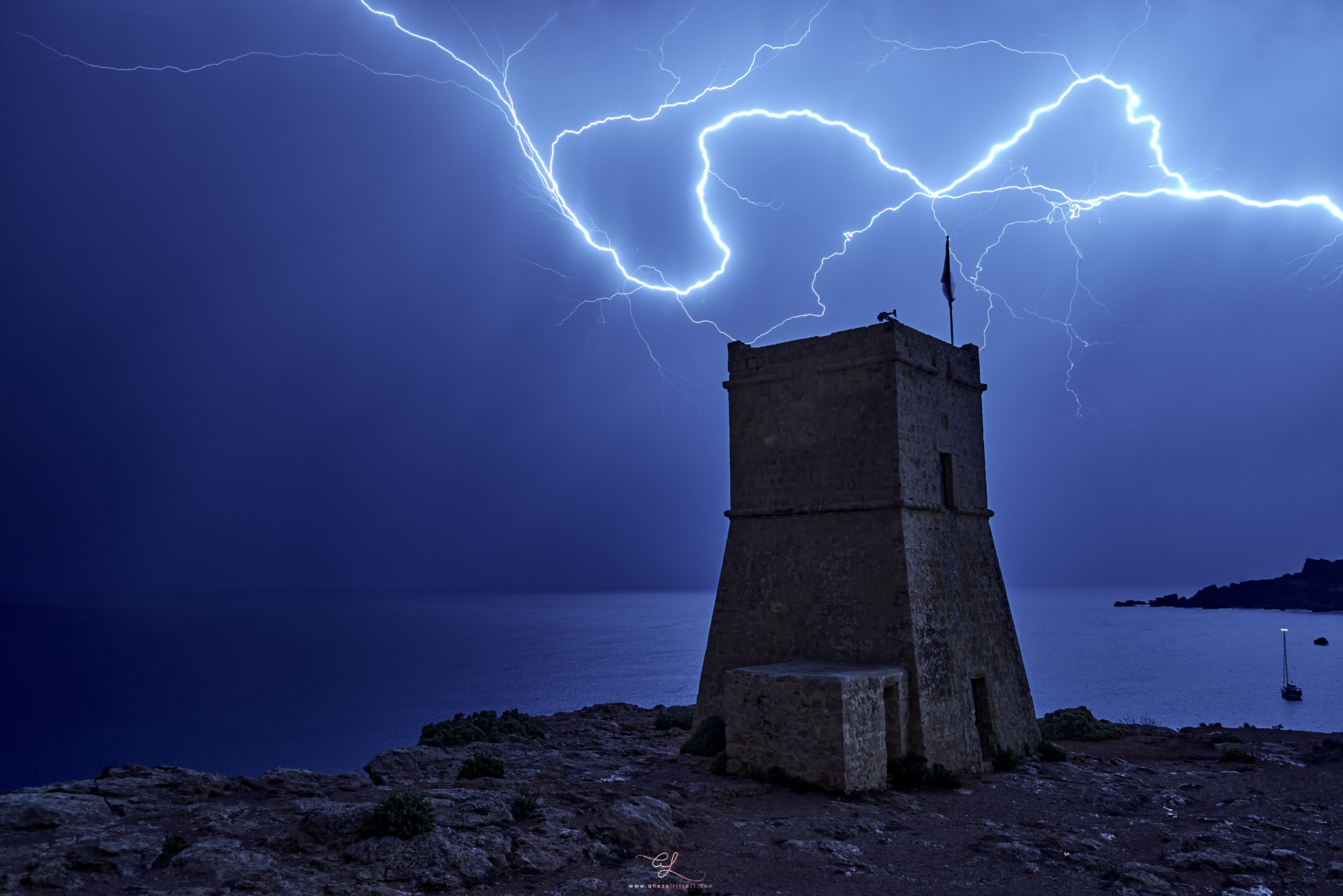
Villámok a torony felett

## Fordítás
Ez a szócikk részben vagy egészben  a   Għajn Tuffieħa Tower című angol Wikipédia-szócikk fordításán alapul.  Az eredeti cikk szerkesztőit annak laptörténete sorolja fel. Ez a jelzés csupán a megfogalmazás eredetét és a szerzői jogokat jelzi, nem szolgál a cikkben szereplő információk forrásmegjelöléseként.

## Külső hivatkozások
A máltai szigetek kulturális javainak nemzeti jegyzéke